# Колтабан (Жанібецький район)
Колтабан (каз. Қолтабан) — село у складі Жанібецького району Західноказахстанської області Казахстану. Входить до складу Куйгенкольського сільського округу.
У радянські часи село називалось Ворошилов або Жаскайрат.
Населення — 49 осіб (2021; 109 у 2009, 161 у 1999, 216 у 1989).